# Pink Moon
Pink Moon är den engelske musikern Nick Drakes tredje och sista studioalbum, släppt på Island Records 1972.
På Nick Drakes två tidigare album, Five Leaves Left och Bryter Layter, hade han varit ackompanjerad av andra musiker, mestadels från folkrockbandet Fairport Convention, men på detta album är det enda som hörs Nick Drakes gitarr och röst, med ett undantag av en kort pianoslinga på titellåten. Albumet spelades in under två dagar i oktober 1971, med endast Nick Drake och hans producent John Wood i studion. Av Nick Drakes fans anser många att detta är hans stora mästerverk.

## Låtlista
Sida 1
1. "Pink Moon" – 2:05
2. "Place to Be" – 2:43
3. "Road" – 2:02
4. "Which Will" – 2:58
5. "Horn" – 1:23
6. "Things Behind the Sun" – 3:57

Sida 2
1. "Know" – 2:25
2. "Parasite" – 3:36
3. "Free Ride" – 3:06
4. "Harvest Breed" – 1:37
5. "From the Morning" – 2:29

Alla låtar är skrivna och framförda av Nick Drake.

## Medverkande
- Nick Drake – sång, piano, akustisk gitarr

Produktion
- Joe Boyd – producent
- John Wood – producent, ljudtekniker (återutgåva)
- Simon Heywood – mastering
- Michael Trevithick – omslagskonst
- C.C.S. Associates – typografi
- Keith Morris – foto